# Gruszka (obwód lwowski)
Gruszka (ukr. Грушка) – wieś na Ukrainie w rejonie lwowskim (wcześniej w rejonie kamioneckim) obwodu lwowskiego.